# Saint-Rambert-en-Bugey
Saint-Rambert-en-Bugey ist eine französische Gemeinde mit 2.179 Einwohnern (Stand 1. Januar 2022) im Département Ain in der Region Auvergne-Rhône-Alpes. Sie gehört zum Kanton Ambérieu-en-Bugey im Arrondissement Belley.

## Geographie

### Lage
Saint-Rambert-en-Bugey liegt auf 300 m, etwa 35 Kilometer südöstlich der Stadt Bourg-en-Bresse und 30 Kilometer westlich von Belley (Luftlinie) im südlichen französischen Jura-Gebirge.
Die Nachbargemeinden sind Ambronay, L’Abergement-de-Varey und Nivollet-Montgriffon im Norden, Oncieu und Argis im Osten, Arandas, Conand und Cleyzieu im Süden sowie Torcieu und Ambérieu-en-Bugey im Westen.

### Topographie
Der Ort liegt im unteren Bereich des Albarine-Tals, das die Höhenzüge des Jura in einem Quertal durchschneidet, der Cluse des Hôpitaux. Das 28,55 km² große Gemeindegebiet umfasst einen Teil der stark reliefierten Westausläufer der Landschaft Bugey und erstreckt sich zu beiden Seiten der Albarine bis weit in die Seitentäler und auf die umgebenden Höhenzüge hinauf. An seinen Rändern verlaufen an mehreren Stellen Hügelketten, die sich auf etwa 800 m erheben. Darunter sind der Mont Luisandre am Nordrand, die Rochers de la Falconnière im Südwesten und die Montagne de Suerme im Südosten.

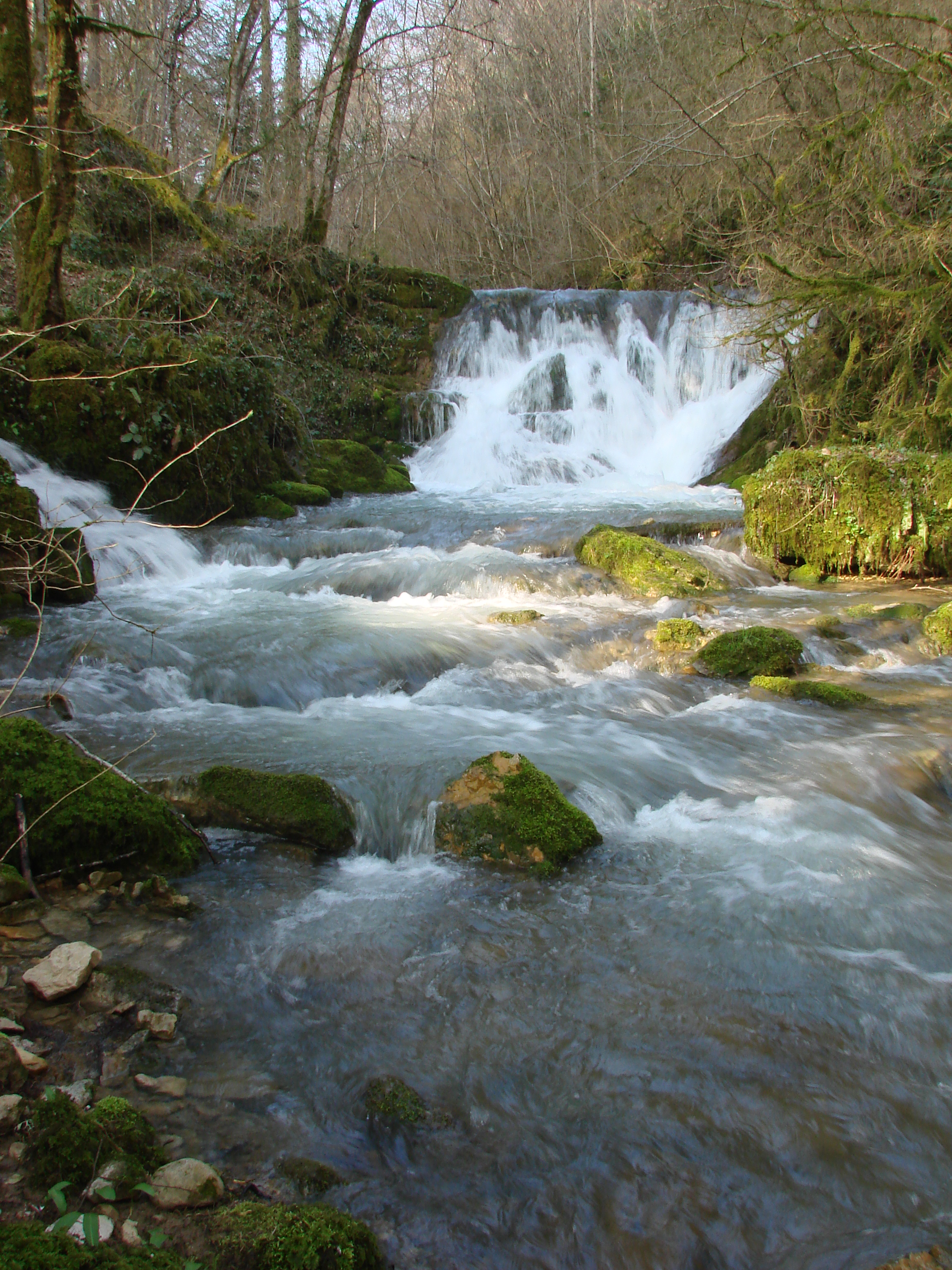
Der Brévon, Zufluss zur Albarine

### Gewässer
Zwei Seitenbäche entwässern das Gemeindegebiet, der Brévon im Norden und die Câline im Süden, und münden bei Saint-Rambert in die Albarine, die durch den Ort fließt.

### Ortsgliederung
Die Gemeinde besteht einerseits aus dem dicht bebauten Talboden am Ufer der Albarine sowie andererseits aus mehreren Weilern in den Seitentälern. Im Tal gibt es den alten Ortskern, der während der Industrialisierung flussabwärts um Fabriken und Arbeitersiedlungen erweitert wurde. Am Westende der Gemeinde wird der im Bereich der Mündung der Câline etwas verbreiterte Talboden schließlich vom Dorf Serrières eingenommen.

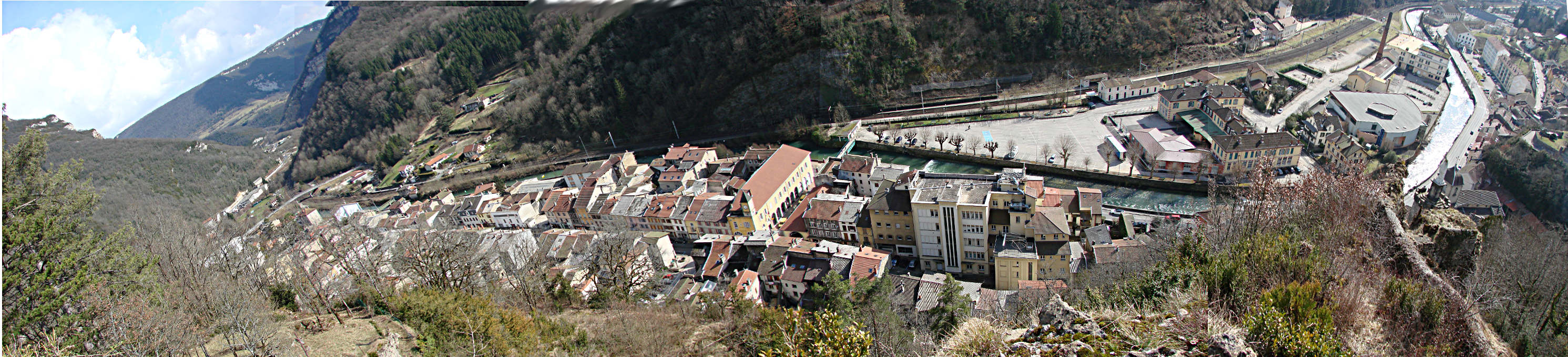
Das Dorf Saint-Rambert-en-Bugey vom Château de Cornillon aus gesehen

Die übrigen Weiler sind die folgenden, beginnend von Norden aus:
- Granges de Luisandre (699 m) unterhalb des Gipfels des 805 m hohen Mont Luisandre
- Lupieu (445 m) in einem Talkessel im Quellbereich des Brévon
- Morgelaz (547 m) am Südfuß des Mont Luisandre
- Vorages (555 m) auf einem Hang oberhalb des Brévon
- Buges (381 m) im Verlauf des Brévon-Tals
- Gratoux (500 m) in einer Mulde im Westhang oberhalb des Brévon
- Angrières (641 m) am Boden eines Hochtals westlich von Saint-Rambert zwischen einer Felskrete und dem 750 m hohen Mont Charvet
- Javornoz (450 m) auf einem Hang oberhalb der Albarine und südlich von Saint-Rambert
- Blanaz (467 m) auf einer Hochebene am Südende der Gemeinde

## Geschichte
Zahllose Funde römischer Ziegel, Münzen und Gebrauchsgegenstände zeugen von einer bedeutenden Siedlung im Altertum, deren Anfänge möglicherweise sogar bis in die Bronzezeit zurückreichten. Bereits im 7. Jahrhundert wird der Ort urkundlich erwähnt unter seinem ursprünglichen Namen Bebronne. Laut Überlieferung gründete der Hl. Domitian von Bebron im 5. Jahrhundert im Tal des Brévon eine Abtei, die bis zu ihrer Auflösung und Zerstörung im Anschluss an die Französische Revolution in Betrieb war.

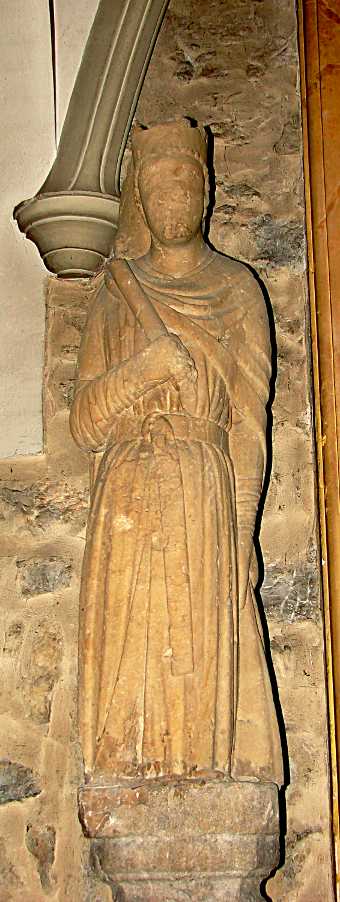
Der Hl. Ragnebert

### Mittelalter

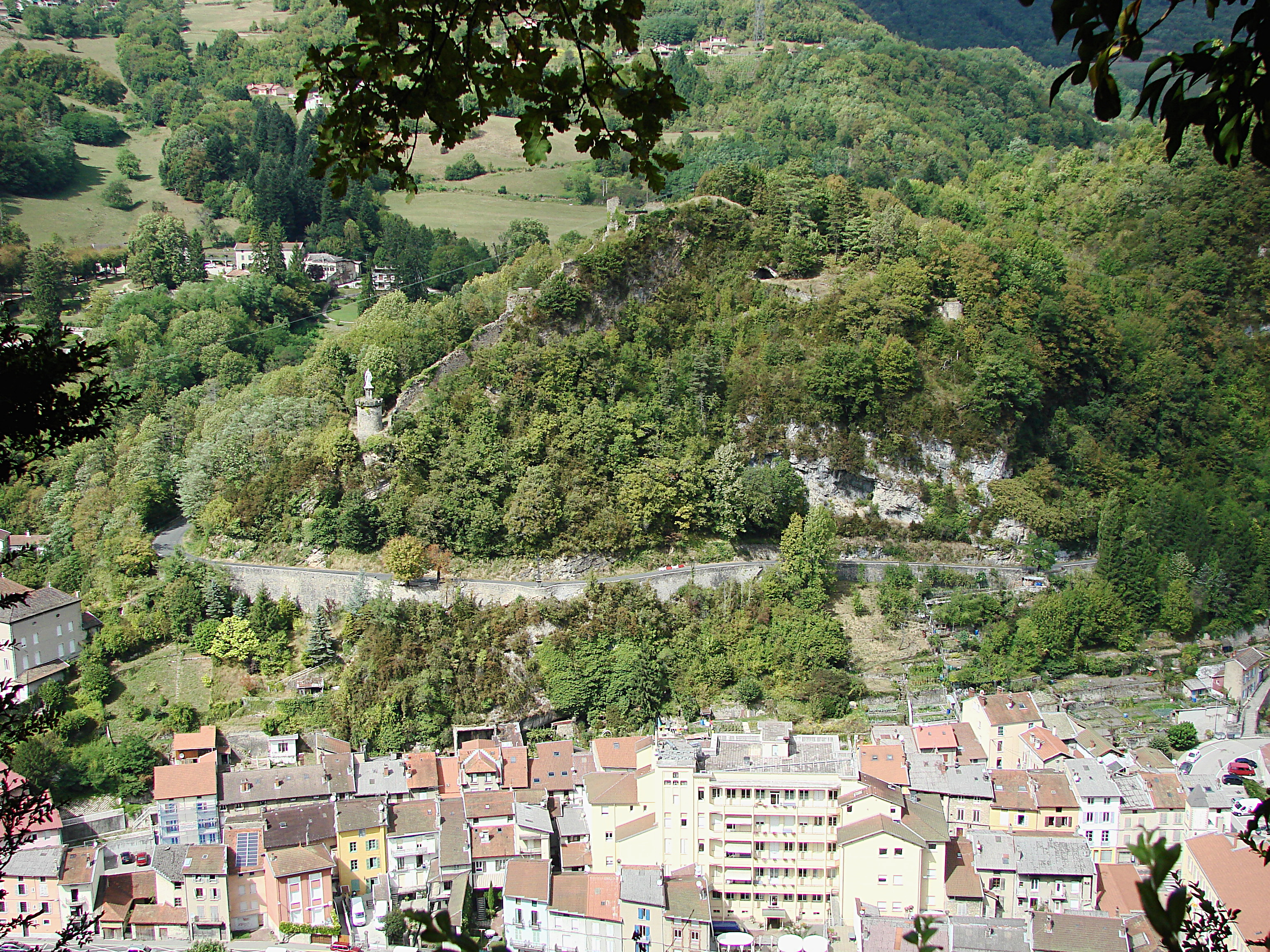
Ruinen des Château de Cornillon

Um das Jahr 680 gelangte der fränkische Adelige Ragnebert nach Bebron, nachdem er zuvor vom Hofe König Theuderich III. durch eine Intrige von dessen Hausmeier Ebroin verbannt worden war. Letzterer veranlasste die Ermordung Ragneberts, der daraufhin im Kloster bestattet wurde und zum Märtyrer aufstieg. Sowohl das Kloster wie auch der unter dem Schutz des Klosters entstehende Marktflecken nahmen schließlich den Namen des Heiliggesprochenen an, so dass sich ab 1137 der Name Sanctus Ranegbertus anstelle von Bebron etabliert hatte. Der Ortsname Saint-Rambert erhielt 1956 den Zusatz -en-Bugey.
Die mittelalterliche Geschichte des Ortes ist eng mit derjenigen der Abtei verbunden, die Teil des Benediktinerordens wurde. Auf einem Felsvorsprung über dem Albarine-Tal ließ sie die Festung Cornillon errichteten, mit der sie für ihre eigene Sicherheit garantieren konnte. Diese Festung wurde 1196 den Grafen von Savoyen vermacht im Austausch gegen gewisse Freiheiten und Garantien. Zu dieser Zeit erreichte die Abtei ihre größte Macht und übte die Herrschaft aus über eine Reihe von Orten im westlichen Bugey. Im Krieg zwischen der Grafen von Savoyen gegen die Dauphiné, deren Ländereien die Ain-Ebene umfassten, war Saint-Rambert als Grenzbefestigung von strategischer Bedeutung, und wurde mit einer Stadtmauer umgeben. Mit dem Vertrag von Paris blieb der Ort unter savoyischer Oberhoheit und gelangte nach dem Vertrag von Lyon 1601 an Frankreich. Direkt danach ließ Marschall Biron die Festung Cornillon schleifen. Stattdessen gewann Saint-Rambert Bedeutung als Zentrum eines Gerichtsbezirks, der Poncin, Cerdon, Ambérieu-en-Bugey und weitere Dörfer im Bugey umfasste.

## Bevölkerung
Mit 2179 Einwohnern (Stand 1. Januar 2022) gehört Saint-Rambert-en-Bugey zu den mittelgroßen Gemeinden des Départements Ain. Nachdem die Einwohnerzahl im 20. Jahrhundert kontinuierlich abgenommen hatte (1901 wurden noch 5028 Personen gezählt), kehrte sich der Trend zur Jahrtausendwende um, und die Einwohnerzahl steigt wieder leicht an. Die Ortsbewohner von Saint-Rambert-en-Bugey heißen auf Französisch Rambertois(es).
| Jahr                       | 1962 | 1968 | 1975 | 1982 | 1990 | 1999 | 2006 | 2014 | 2021 |
| -------------------------- | ---- | ---- | ---- | ---- | ---- | ---- | ---- | ---- | ---- |
| Einwohner                  | 2936 | 2857 | 2439 | 2161 | 2112 | 2065 | 2166 | 2265 | 2173 |
| Quellen: Cassini und INSEE |      |      |      |      |      |      |      |      |      |

## Sehenswürdigkeiten
Von der Abtei Saint-Rambert-en-Bugey ist noch die Krypta aus dem 11. Jahrhundert erhalten und als monument historique eingeschrieben. Einige der Wohngebäude aus jüngerer Zeit sind ebenfalls stehen geblieben und machen den Umfang der damaligen Klosteranlage sichtbar. Ein Teil der Wehrmauern des Château de Cornillon ist noch oberhalb des Ortskerns sichtbar.

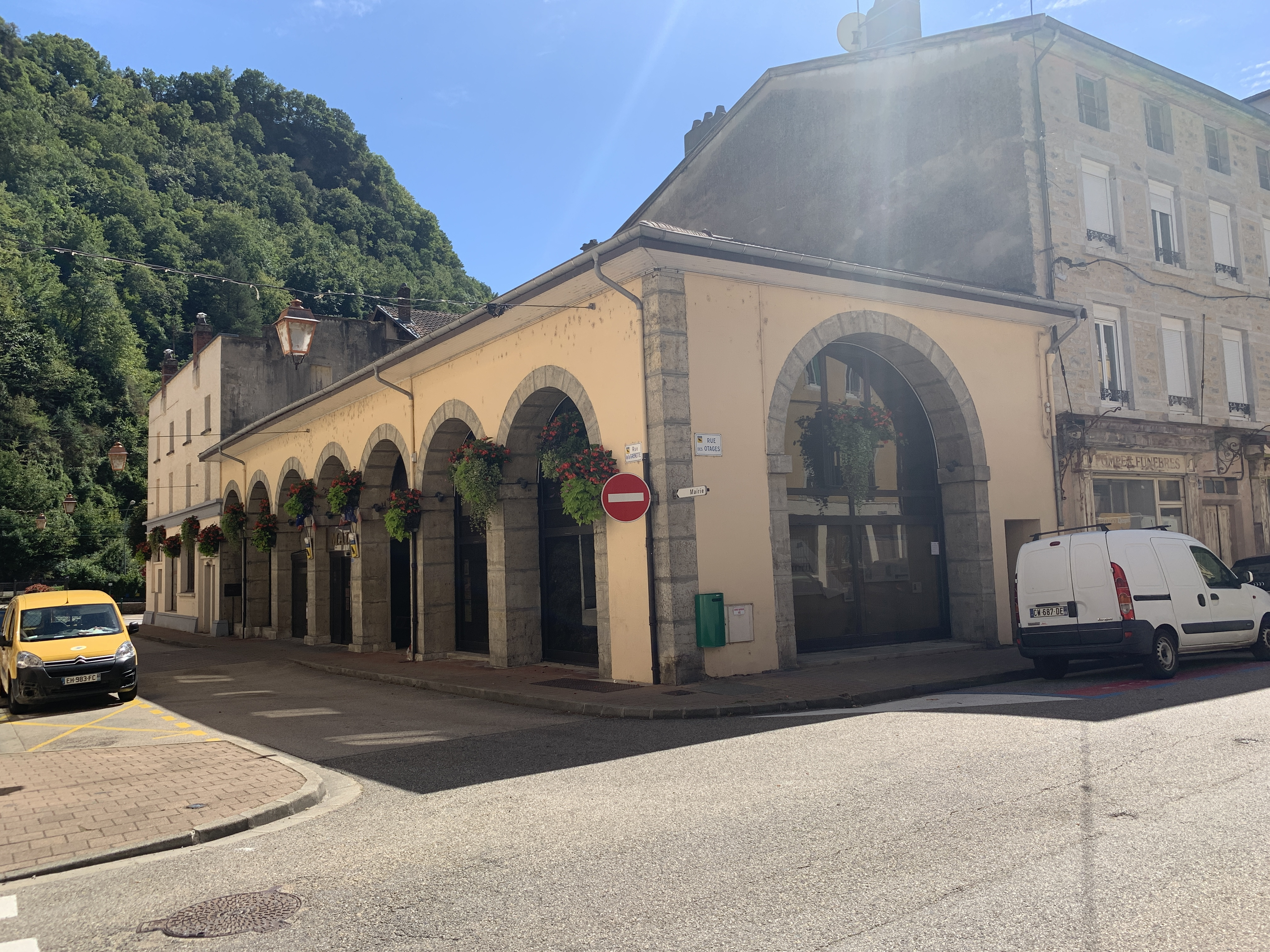
Rathaus (mairie)

## Wirtschaft und Infrastruktur
In Saint-Rambert-en-Bugey gibt es Betriebe des lokalen Kleingewerbes sowie einige mittelständische Betriebe, die Landwirtschaft hat dagegen kaum noch eine Bedeutung. Der größte Teil der Arbeitsplätze kommt aus dem Dienstleistungssektor, zahlreiche Erwerbstätige sind aber auch Wegpendler, die in den Nachbarorten ihrer Arbeit nachgehen.

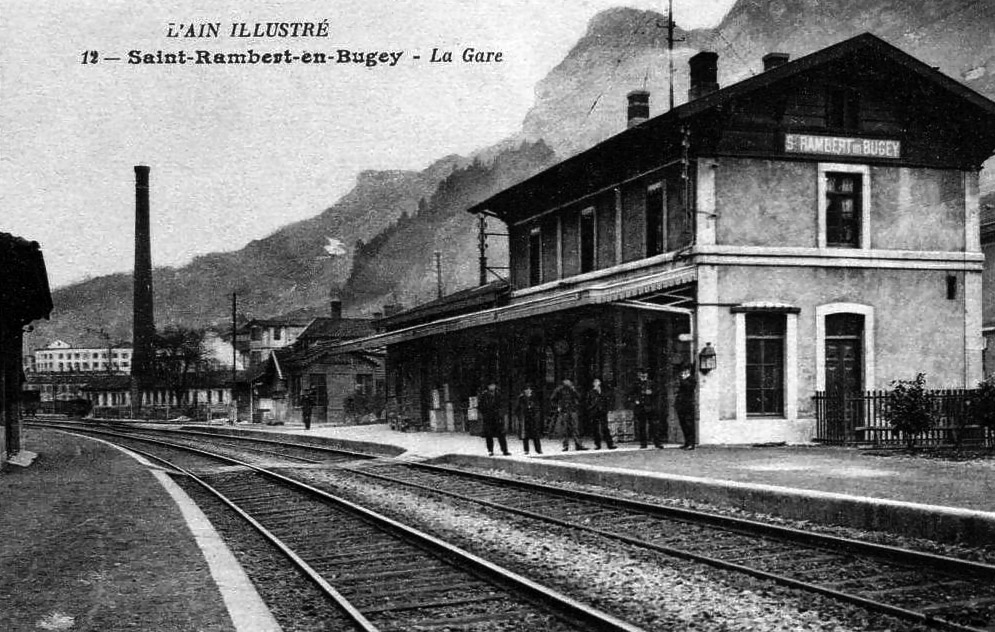
Bahnhof in Saint-Rambert um 1900

Die Ortschaft erstreckt sich entlang der Departementsstraße D1504, die als ehemalige Nationalstraße N504 die Cluse des Hôpitaux durchquert und Ambérieu-en-Bugey mit dem Raum Chambéry verbindet. Nebenstraßen verbinden Saint-Rambert mit Nivollet-Montgriffon und Arandas. Die Bahnstrecke Lyon–Genève führt ebenfalls durch das enge Tal und hat einen Bahnhof in Saint-Rambert, der von den TER Rhône-Alpes bedient wird.
In Saint-Rambert-en-Bugey befinden sich eine staatliche école primaire (Grundschule mit eingegliederter Vorschule) und eine Gesamtschule (collège).

## Persönlichkeiten
- Aymon de Montfalcon trat 1462 in das Benediktinerkloster Saint-Rambert-en-Bugey ein. Er wurde 1471 Rat des Herzogs von Savoyen und Prior von Anglefort und war von 1491 bis 1517 Bischof von Lausanne.
- Francisque Collomb (1920–2009), französischer Politiker und Bürgermeister von Lyon, war im Ort geboren.